# Апостасія
Апостасія, також відоме як віровідступництво, ренеґатство (грец. Αποστασία — відступництво) — термін, використовуваний для позначення релігійного відступництва. Відступництво є добровільною відмовою вірянина від своєї релігії або відмову клірика від своїх обов'язків або підпорядкування церковній ієрархії.
Спочатку цей термін використовувався щодо охрещених християн, які зрікаються своєї віри, а не щодо людей, які зрікаються іншої віри (або не мають жодної), щоб стати християнами. У соціології релігії його іноді визначають як зречення і критику своєї колишньої віри. Вихід з церкви й викреслення з реєстру хрещення є формальним способом вираження цього. Відступництво означає неявне відлучення від релігійної спільноти.
Відступництво трапляється в усіх релігіях. Реакція на нього може бути різною, але іноді буває суворою. Це слово часто має негативну конотацію, і дуже мало відступників використовують це позначення для себе.
Відступництво — це не те саме, що єресь, при якій вірянин, навпаки, не хочуть зректися релігії чи переконань, але заперечують справедливість певних положень (істин віри) в ній і хочуть змінити ці положення.

## Причини
З різних причин люди можуть вирішити, що вони хочуть покинути релігійну громаду, в якій вони народилися або до якої раніше належали. Це часто йде пліч-о-пліч з відмовою від пов'язаних з нею релігійних переконань. Це може відбуватися на основі виключно релігійного досвіду навернення, як у випадку Павла з Тарсу. Інтелектуальні міркування також можуть відігравати певну роль у рішенні відкинути філософію життя релігійної спільноти. Едіт Штайн і Пауль-Людвіг Ландсберг прийняли іншу віру, значною мірою виходячи з інтелектуальних міркувань. Соціальний тиск, сильна ієрархія і фундаменталізм всередині релігійної спільноти також можуть сприйматися як гнітючі й сприяти відмові від неї.

## Християнство

### Католицизм
У сучасному католицизмі розрізняють три типи відступництва (Бенедикт XIV, De Synodo diocesana, XIII, xi, 9):
- Відступництво від віри (apostasia а fide або perfidiae): повна і добровільна відмова від християнства, що супроводжується прийняттям іншої релігії (юдаїзму, ісламу і ін.) або відмовою від будь-якої релігії взагалі.
- Відступництво (відмова) від церковного сану (apostasia ab ordine): відмова священнослужителя від сану і пов'язаних з саном обов'язків. Спочатку розповсюджувалося і на церковнослужителів, так, Халкедонський собор (451 р.) ухвалив відлучати відступників від сану незалежно від їх положення в церковній ієрархії, цей принцип (лат. ne quis monachus vel clericus а suo gradu apostataret, сформульований в декреталії Льва IX, 1049) неодноразово підтверджувався впродовж середньовіччя. В наш час[коли?] відступництво від сану не карається церковними законами, проте єпископи зберігають право відлучення відступників, що упираються, від сану.
- Відступництво (відмова) від чернечого сану (apostasia а religione або monachatus): відмова ченця від сану, відхід з монастирської общини й відмова виконання своїх зобов'язань перед монастирською общиною або орденом. На Халкедонському соборі було ухвалено рішення про відлучення ченців, що повернулися у світ.

У декреталіях Григорія IX згадуються ще два види відступництва: apostasia inobedientiae, тобто непокора наказу церковної влади й iteratio baptismatis — повторне хрещення або перехрещення.

### Біблія
У Святому Письмі зазвичай означає ухилення від покори Богові або Його слову.

## Іслам

Покарання (фактичні або запропоновані) за рідду в деяких країнах з мусульманською більшістю станом на 2013 рік.

Рідда — це термін, що означає офіційне зречення від ісламу. Це теоретико-правове питання, чи карається віровідступництво в ісламі відповідно до (фіксованого) покарання (хадд).
На думку значної частини ісламських богословів і теологів, мусульманин, який відступає від віри, заслуговує на смертну кару, але думки розходяться щодо того, чи є цей вчинок достатнім для винесення вироку і його виконання. Як правило, спочатку слід докласти зусиль, щоб повернути віровідступника до віри. На відміну від крадіжки чи блуду, рідда є оборотною, за неї не може бути призначене фіксоване покарання. Відступникові слід протягом усього життя радити повернутися до ісламу, за винятком випадків, коли він діє агресивно щодо ісламу. Мусульманин у такому випадку також буде діяти вороже щодо відступника, але навіть це є суперечливим.
Афганістан, Бруней, Іран, Ємен, Мавританія, Малайзія, Мальдіви, Нігерія, Катар, Саудівська Аравія, Судан, Сомалі та Об'єднані Арабські Емірати - країни, де віровідступництво може каратися смертю. Покарання в багатьох з цих країн залежить від поведінки обвинуваченого. Наприклад, в Афганістані, Брунеї, Ємені та Судані обвинувачений уникає засудження, якщо він відмовляється від своєї нової віри і повертається до ісламу. У Мавританії можливість повернутися до ісламу надається як до, так і після винесення вироку. Серед інших ісламських країн, де діють закони проти віровідступництва, - Бахрейн, Коморські острови, Єгипет, Ірак, Йорданія, Кувейт, Марокко, Оман, Пакистан і Сирія.
У деяких ісламських країнах, однак, майже всі течії виступають проти покарання за віровідступництво. У Туреччині, наприклад, цю позицію поділяють Президентство у справах релігії Діянет, консервативні рухи, такі як Турецьке мусульманське братство Міллі Ґьорюш, суфійські спільноти, такі як рух Ґюлена, а також всередині алевізму.
У багатьох ісламських країнах - в тому числі й в тих, де віровідступництво не вважається злочином - віровідступництво може призвести до розірвання шлюбу, позбавлення батьківських прав і втрати права на спадщину.